# 藤原頼親
藤原 頼親（ふじわら の よりちか）は、平安時代中期の貴族。藤原北家、摂政関白内大臣・藤原道隆の次男。官位は正四位下・左近衛中将。

## 経歴
摂関を務めた藤原道隆の次男として生まれるが庶子として扱われ、2歳年下の弟・伊周が内大臣に任ぜられた正暦5年（994年）の時点で、頼親は左近衛少将に止まっていた。長徳元年（995年）左近衛中将に昇格するが、同年の父・道隆薨去や翌長徳2年（996年）の長徳の変を通じて中関白家が没落したこともあり、15年に亘って近衛中将を務めるも、公卿昇進は叶わなかった。
寛弘7年（1010年）11月9日卒去。享年39。最終官位は正四位下行左近衛中将兼内蔵頭。

## 官歴
- 永祚元年（989年） 2月28日：見五位[1]
- 正暦2年（991年） 9月21日?：左近衛少将[2]
- 正暦4年（993年） 日付不詳：見正五位下[3]
- 長徳元年（995年） 正月13日?：左近衛中将[2]
- 長徳2年（996年） 4月24日：殿上簡削除（長徳の変）[1]
- 寛弘2年（1005年） 6月19日：兼内蔵頭[4]
- 寛弘5年（1008年） 10月16日：見内蔵頭左近衛中将備前守[5]
- 寛弘7年（1010年） 2月16日?：止備前守[2]。11月9日：卒去（正四位下行左近衛中将兼内蔵頭）[6]

## 系譜
『尊卑分脈』による。
- 父：藤原道隆
- 母：不詳
- 妻：源満仲の娘
  - 男子：頼心
- 生母不詳の子女
  - 男子：頼昭